# Pólóing

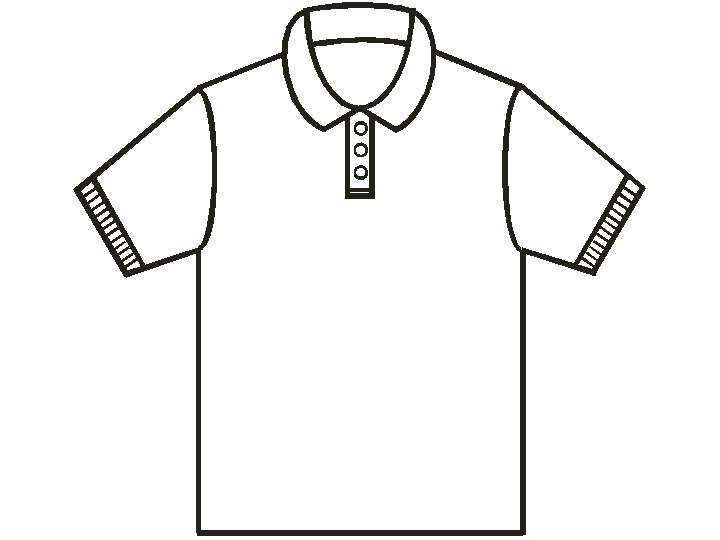
Pólóing alapformája

A pólóing T alakú, kötött ing, azonban – a pólótól eltérően – galléros, a nyakánál gombolós, néha zseb is van rajta. A „klasszikus” pólóing anyaga pamut, színe fehér, kelméje jellegzetes kötésmóddal készül. A mai szabadidő-ingként viselt pólóingeknek – a divat változásait követve – színüket, formai kialakításukat és díszítettségüket tekintve is sokféle változata van, azonban a pólóing fő jellegzetességét, a gallért, a gallér alatti gombolást és a kötött kelmeszerkezetet változatlanul megtartják. Nők, férfiak és gyermekek egyaránt viselik, sokszor csak a mintázat vagy a gombolás iránya utal az esetleges különbségekre. A köznyelvben sokszor összekeverik a pólóval, azonban valójában két teljesen különböző ruhadarabról van szó.

## Története
A pólóing egy régi labdajátékról kapta a nevét. Eredetileg „pulu” néven játszottak Tibetben. A perzsák a 7. században vették át tőlük ezt a játékot, és lovon ülve, fabotokkal ütötték a szintén fából vagy bambuszból készült golyót. A játék később Indiában is elterjedt, itt már „polo” néven, tőlük tanulták el a britek, és ebből alakult ki a ma is játszott névadó „lovaspóló”.
A 18. század közepén a britek a lovaspóló játékhoz, de más sportokhoz is, mint pl. a labdarúgáshoz és a golfozáshoz is, kötött inget kezdtek viselni, amely sokkal szabadabb testmozgást biztosított, mint a korábban használatos szövött ingek. Ekkor azonban a kötött inget még hosszú ujjal készítették és „pólóing” néven forgalmazták.

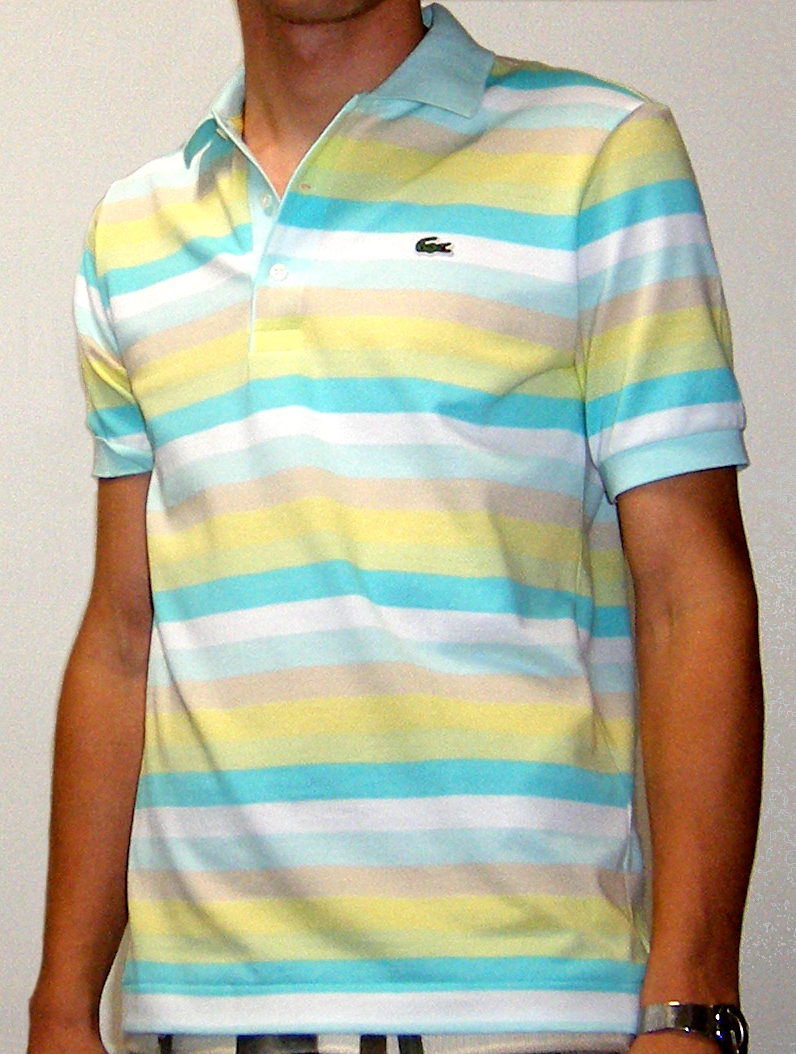
Lacoste pólóing

A pólóing mai formájában eredetileg teniszingnek készült. Megalkotója René Lacoste francia teniszbajnok volt, aki úgy találta, hogy a lovaspólóhoz viselt kötött ing sokkal alkalmasabb a teniszezéshez is, mint a korábban ehhez a sporthoz használt ruházat. 1926-ban mutatkozott be ilyen ingben az akkori US Open teniszbajnokságon, majd 1927-től alkalmazta rajta a ma is ismert krokodil jelvényt, ami Lacoste becenevéből („La Crocodile”) eredt, krokodilbőrből készült táskájára utalva. Az 1930-as évek elején Lacoste céget is alapított ennek az ingnek a gyártására és forgalmazására. Azóta természetesen számos más cég is gyárt és forgalmaz pólóingeket, a legkülönfélébb változatokban és márkanevekkel.
A Lacoste-féle ing az 1950-es és 1960-as években vált népszerű sportruházattá (pl. a lovaspólóban, a teniszben, a golfozásban stb.) és egyúttal szabadidő-viseletté, mind a nők, mind a férfiak körében. 1972-ben Ralph Lauren, a híres divattervező is fölvette kollekciójába „pólóing” néven, ami ettől kezdve vált igazán népszerűvé a sportvilágon kívül is. Vannak cégek, ahol ez a formaruha része, ez esetben a cég emblémáját is ráhímezik, sőt Indiában vannak olyan állami hivatalok is, ahol ez a rendszeresített viselet.

## Jellegzetességei

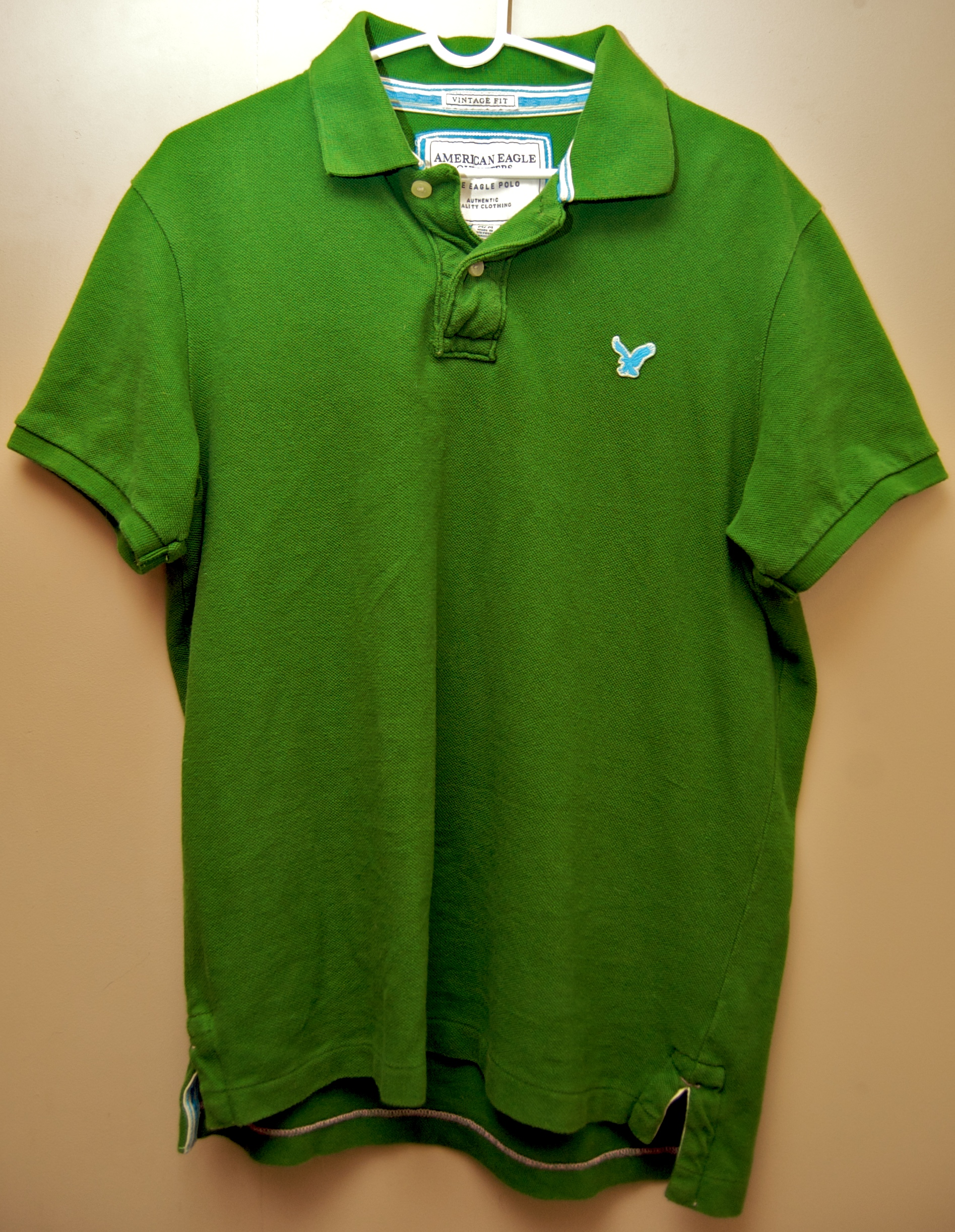
Egy sportegyesület pólóinge. Jól látható az alján az oldalhasíték és a hátrész meghosszabbítása.

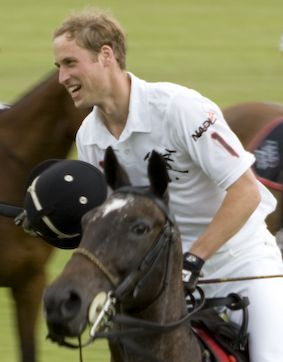
Vilmos herceg pólóingben lovaspólózik

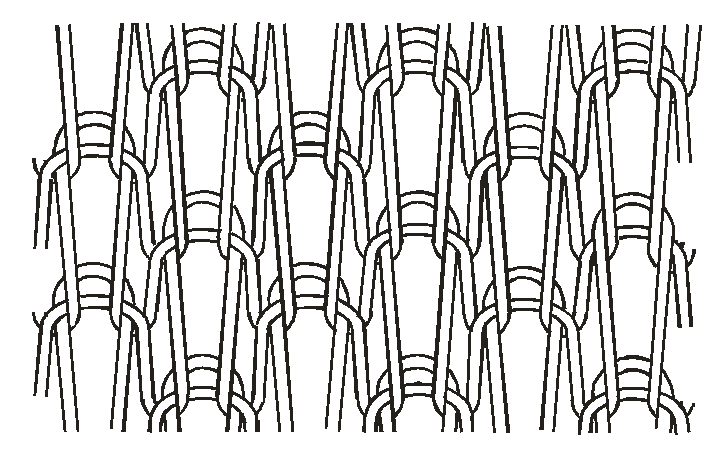
A lacoste kötésszerkezet

A Lacoste által kifejlesztett eredeti teniszing fő jellegzetességei a következők:
- rövid ujjakkal és az ujjak végén rugalmas szegéllyel készül,
- puha, rugalmas szerkezetű gallérja akár fel is hajtható erős napsütés elleni védekezésül,
- a nyakkivágás a gallér alatt alkalmazott gombolással meglazítható,
- az ing anyaga ún. pikékötésű kötött kelme, ami nagyon kellemes viselet, jól szellőzik,
- az ing háta néhány centiméterrel hosszabb, mint az eleje, ez meggátolja, hogy az erőteljes hajladozás közben az ing kicsússzék a nadrágból,
- az ing két oldalvarrása alul nem ér végig, kis hasítékot hagyva alul oldalt a kényelmesebb viselet érdekében.

Ezeknek a fő jellemvonásoknak a variációiból alakultak ki a mai pólóingek.
Az eredeti Lacoste-féle pólóing egy meghatározott kötésmóddal készült, amit azóta is „lacoste-kötésnek” neveznek. Később más kötésváltozatokat is használatba vettek, azonban többnyire ezek is az ún. pikékötések körébe tartoznak, amelyek jellegzetessége a kissé rücskös külső felület és a jó szellőzőképesség. Ezeket a kelméket általában körkötőgépeken állítják elő, nem egy esetben ún. testátmérőjű gépeken, amelyek mérete igazodik az ember felsőtestének méretéhez. Így az ingen nem kell oldalvarrást készíteni. A ma kapható sokféle pólóinget, amelyek már csak annyiban hasonlítanak az eredetihez, hogy megtartják az alapformát, változatos kötésszerkezetekkel, különféle mintázatokkal és formai kialakításokkal készítik. Nagyon gyakori a színcsíkozás, az ujjszegélyek és a gallérok eltérő színe, a mintás kötésű gallér, hímzett emblémák alkalmazása, zseb rávarrása, eltérő színű alkatrészek kombinálása stb. Készítenek pólóinget hosszú ujjal is. A derékszegély is sokszor rugalmas szegélykötéssel készül, nem egyszerű visszahajtással, mint a hagyományos formánál. A ma kapható pólóingek zöme pamutból vagy pamut-poliészter keverékéből készül, de – főleg sportoláshoz használt pólóingek esetében – alkalmaznak olyan megoldást is, hogy az ingkelme belső oldalát polipropilén fonalból készítik, amely gyakorlatilag egyáltalán nem vesz fel nedvességet, külső rétegét pedig közismerten jó nedvszívó képességű pamut alkotja. Erre speciális kötésmódot alkalmaznak, amivel azt érik el, hogy a belső réteg nem szívja magába az izzadságot, hanem átengedi a külső, nedvszívó rétegbe, ahonnan könnyen elpárologhat. A test így még erős izzadás esetén is száraz ruharéteggel érintkezik, ami sokkal kellemesebb közérzetet biztosít. Polipropilén helyett gyakran használnak erre poliésztert is, ami ugyan mintegy 2% nedvességfelvételre képes (szemben a polipropilén gyakorlatilag 0%-ával), de még mindig elég jó hatású. Amellett a polipropilén könnyebb is (sűrűsége 0,9 g/cm³, a poliészteré ezzel szemben 1,38 g/cm³), ami az ing viselését még kellemesebbé teszi.